# محمد العيشوبي
محمد العيشوبي سياسي جزائري، شغل منصب وزير العمل والحماية الاجتماعية، مكلف بالنيابة بوزارة الشبية والرياضة بحكومة سيفي الثانية.